# Syntormoneura basalis
Syntormoneura basalis är en tvåvingeart som beskrevs av Charles Howard Curran 1926. Syntormoneura basalis ingår i släktet Syntormoneura och familjen styltflugor. Inga underarter finns listade i Catalogue of Life.